# Mercado municipal de Carlet
El mercado municipal de Carlet se encuentra situado en la calle de Sant Bernat i les Germanes número 1 de Carlet (Valencia), España. Fue construido en 1934 con proyecto del arquitecto Mariano Peset Aleixandre. Su estilo arquitectónico es el art déco valenciano.
Como la mayoría de los de su tipología, se emplaza en un lugar céntrico, en plena trama urbana de la ciudad histórica. El núcleo está emplazado en una llanura, adosado a la ribera derecha del río Magro. Esta situación ha condicionado el crecimiento urbano que se ha producido en la dirección del barranco, habiendo sido guiando por los caminos longitudinales, y contenido por las murallas, que fueron derribadas en 1837. Esto ha originado una trama compacta en cuadrícula, con manzanas estrechas y alargadas en la dirección de la rambla. La parcela donde se implanta el mercado forma parte de una de estas manzanas. 
En los dibujos del proyecto original aparece como un edificio exento, aunque actualmente y como consecuencia de la colmatación de la trama urbana, está situado entre medianeras, de modo que no hay posibilidad de accesos laterales; y limitada al oeste-suroeste por la calle Mayor, que recorre los polos cívicos de la localidad, y al nornoreste, por la calle que bordea el cauce del río (Calle del Malecón). 

## Descripción
El proyecto consistente en un gran hangar que libera la parte central para las circulaciones, y concentra los espacios laterales para los puestos de venta. La planta se organiza según el eje longitudinal en el que se disponen los accesos; constituyéndose el acceso oeste como la entrada principal, que queda enfatizada por el tratamiento exterior de la fachada, y por su inmediatez a los principales espacios cívicos de la ciudad. El acceso este, por el contrario, está planteado como de servicio para la carga y descarga de mercancías; solución funcionalmente apropiada dada su conexión con la ronda que recorre la margen derecha del barranco que desemboca en las principales vías de comunicación.
La materialización del edificio recoge las principales ideas del lenguaje moderno que se refleja en diferentes aspectos como la solución de la fachada oeste, el estudio de la iluminación y el planteamiento de la estructura. En el alzado de acceso, se busca una composición simétrica, con un cuerpo principal central enmarcado por dos grandes machones verticales, donde se sitúa el vano de acceso señalado con una marquesina; la parte superior se resuelve con un frontón flanqueado con dos pequeñas cornisas horizontales bajo las que se emplaza una vidriera enmarcada con una ornamentación consistente en un referente iconográfico que recuerda a los productos que se pueden comprar en el mercado. La luz adquiere un papel fundamental en la creación de un ambiente en el que las condiciones sanitarias e higiénicas demandan grandes exigencias. La entrada de luz se produce de forma longitudinal a través del realce de la cumbrera de la nave, así como desde la fachada posterior que se resuelve con paramento acristalado. La solución estructural en pórticos y cerchas metálicas constituye una apuesta por el progreso tecnológico de los materiales de construcción, a la vez que posibilita la creación de un gran espacio diáfano formalizado con gran ligereza. La fachada principal está rematada por el escudo republicano de Carlet utilizado durante la Segunda República Española.